# Ritenuto
ritenuto (ital. „zurückgehalten“, Abk.: rit. oder riten.) ist eine musikalische Vortragsbezeichnung, die eine (meist nur kurzzeitige) Zurücknahme des Tempos erfordert. Im Unterschied zum ritardando oder rallentando ist jedoch keine allmähliche, sondern eine plötzliche Verzögerung gemeint. Durch die gemeinsame Abkürzung rit. können ritenuto und ritardando leicht verwechselt werden.